# Dzukeliai
Dzukeliai – odmiana maślanych rogalików charakterystycznych dla kuchni litewskiej regionu Dzukia (głównie Olita i Łoździeje), a także Puńska i Sejn w Polsce.
Wyrób jest wielkości dziecięcego kciuka i nadziewa się go twardą, domową marmoladą. Ciasto, uprzednio zakwaszane przez kilka dni z codziennym dodawaniem mąki, jest wałkowane ręcznie, dzielone i nadziewane. Nie są w tej technologii potrzebne drożdże lub spulchniacze. Charakterystyczne jest wykończenie poprzez zamoczenie w białku z cukrem. Konsystencja jest krucha, warstwowa (przypominająca ciasto francuskie), delikatna.
W przeszłości rogaliki były symbolem szczęścia. Produkt (autorstwa Aldony Szupszyńskiej z Puńska) zdobył nagrodę „Perła 2024” podczas Targów Smaki Regionów w Poznaniu. W puńskich rodzinach litewskich wypiek podawany był na weselne stoły oraz okolicznościowe przyjęcia.